# Воєнно-дипломатична академія імені Євгенія Березняка
Воєнно-дипломатична академія імені Євгенія Березняка — український державний військовий заклад вищої освіти, що належить до сфери управління Міністерства оборони України.

## Історія
5 серпня 2009 року Кабінет Міністрів України прийняв пропозицію Міністерства оборони України щодо реорганізації Об'єднаного інституту воєнної розвідки при Національній академії оборони України шляхом перетворення його у Воєнно-дипломатичну академію.

## Спеціальності
Академія готує магістрів за спеціальностями:
- Військове управління у міжнародних відносинах;
- Військове управління (за видами збройних сил);

Академія готує докторів філософії за спеціальністю "Політологія".

## Керівництво
Начальник Воєнно-дипломатичної академії — Крисяк Павло Васильович (до 2024 року).

## Адреса
Вулиця Юрія Іллєнка, 81, м. Київ